# Peter Klaus Vogt
Peter Klaus Vogt (Broumov, 10 de março de 1932) é um biólogo molecular, virologista e geneticista estadunidense de origem alemã. Trabalha principalmente com retrovirus e oncogene viral e celular.

## Vida
Após fugir da zona de ocupação soviética na Alemanha para a Alemanha Ocidental em 1950, estudou biologie na Universidade de Würzburgo. A partir de 1955 trabalhou no Max-Planck-Institut für Virologie em Tübingen em sua tese de doutorado, que defendeu em 1959 na Universidade de Tübingen. Fez depois um pós-doutorado (com Damon Runyon Cancer Research Fellow) no laboratório de Harry Rubin na Universidade da Califórnia em Berkeley e iniciou seu trabalho sobre o vírus do sarcoma de Rous. Em 1962 foi para a Universidade do Colorado em Denver, onde foi inicialmente professor assistente e depois professor associado. De 1967 a 1971 foi professor associado e depois professor de microbiologia na Universidade de Washington em Seattle, sendo em 1971 Hastings-Professor na Universidade do Sul da Califórnia. É desde 1993 professor do Scripps Research Institute em La Jolla.
Recebeu o Prêmio Ernst Jung de 1985, o Prêmio Paul Ehrlich e Ludwig Darmstaedter de 1988, o Prêmio Charles S. Mott de 1991, o Prêmio Szent-Györgyi por Progresso em Pesquisa do Câncer de 2010, a Medalha Loeffler Frosch de 2010,
Vogt é membro de diversas sociedades científicas, dentre as quais a Academia Leopoldina.